# Ceratina boninensis
Ceratina boninensis là một loài Hymenoptera trong họ Apidae. Loài này được Yasumatsu mô tả khoa học năm 1955.